# (3980) Hviezdoslav
(3980) Hviezdoslav es un asteroide perteneciente al cinturón de asteroides, descubierto el 4 de diciembre de 1983 por Antonín Mrkos desde el Observatorio Kleť, České Budějovice, República Checa.

## Designación y nombre
Designado provisionalmente como 1983 XU. Fue nombrado Hviezdoslav en honor al poeta, traductor y abogado eslovaco Pavol Országh Hviezdoslav.